# Toyota Mark II Qualis

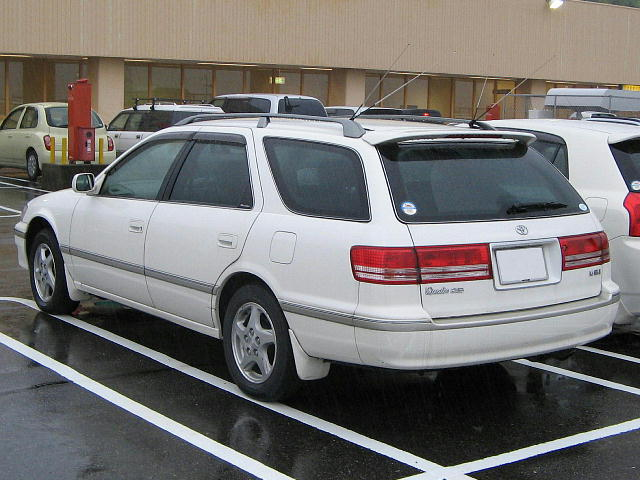
Toyota Mark II Qualis

Mit dem Mark II Qualis (japanisch: マークIIクオリス) gab es ab April 1997 wieder einem modernen Kombi unter dem Modellnamen Mark II. Obwohl sich das Stufenheckmodell und der neue Qualis sehr ähnlich sahen, waren die Fahrzeugteile nicht identisch. Durch diesen Unterschied gezwungen ließ Toyota den Mark II Qualis als vollständig eigene Modellreihe laufen. Adaptiert wurde der Zusatzname von dem in Indien gebauten Geländewagen Toyota Qualis.
Zur Auswahl stand der Mark II Qualis in der Standardausführung mit einem 4-Zylinder-Motor (2,2 l). In der mittleren Ausführung wurde ein 2,5-l-Ottomotor angeboten. Die Topversion stellte dagegen ein Ottomotor mit einem Hubraum von 3,0 l.
Im Dezember 2001 lief die Produktion des Toyota Mark II  Qualis aus und wurde dann im Januar 2002 durch den Toyota Mark II BLIT abgelöst.